# 다비드 오트손
다비드 오트손(아이슬란드어: Davíð Oddsson, 1948년 1월 17일 ~ )은 아이슬란드의 전 총리(1991년 ~ 2004년)이며, 아이슬란드 역사상 가장 긴 기간을 총리로 재임했다. 퇴임 후 2004년부터 2005년 사이에 외무장관을 역임했으며, 그 뒤로는 아이슬란드 중앙은행의 총재로 일하고 있다. 이전, 1982년에서 1991년에 걸쳐 레이캬비크 시장을 역임했다.

## 생애
다비드 오트손은 의사인 아버지와 비서였던 어머니 사이에서 태어났다. 그의 아버지와 어머니는 혼인관계가 아니었기 때문에, 아이슬란드 남부의 작은 마을인 셀포스에 있는 외할아버지 댁에 보내져 자라났다. 그의 외할아버지가 세상을 떠난 뒤, 외할머니와 어머니와 함께 레이캬비크로 이사했다. 어린 시절에, 그는 연기에 관심이 있어 한동안 연극학교를 다니기도 했으나, 레이캬비크 고등학교를 졸업했다. 그 뒤 아이슬란드 대학교로 진학해 법학사의 학위를 받았으며, 정치계에 입문해 다채로운 경력을 쌓았다.
| 전임 스테잉리뮈르 헤르만손 | 제19대 아이슬란드 공화국 총리 1991년 ~ 2004년 | 후임 할도우르 아우스그림손 |